# Chiesa di Nostra Signora di Bonaria

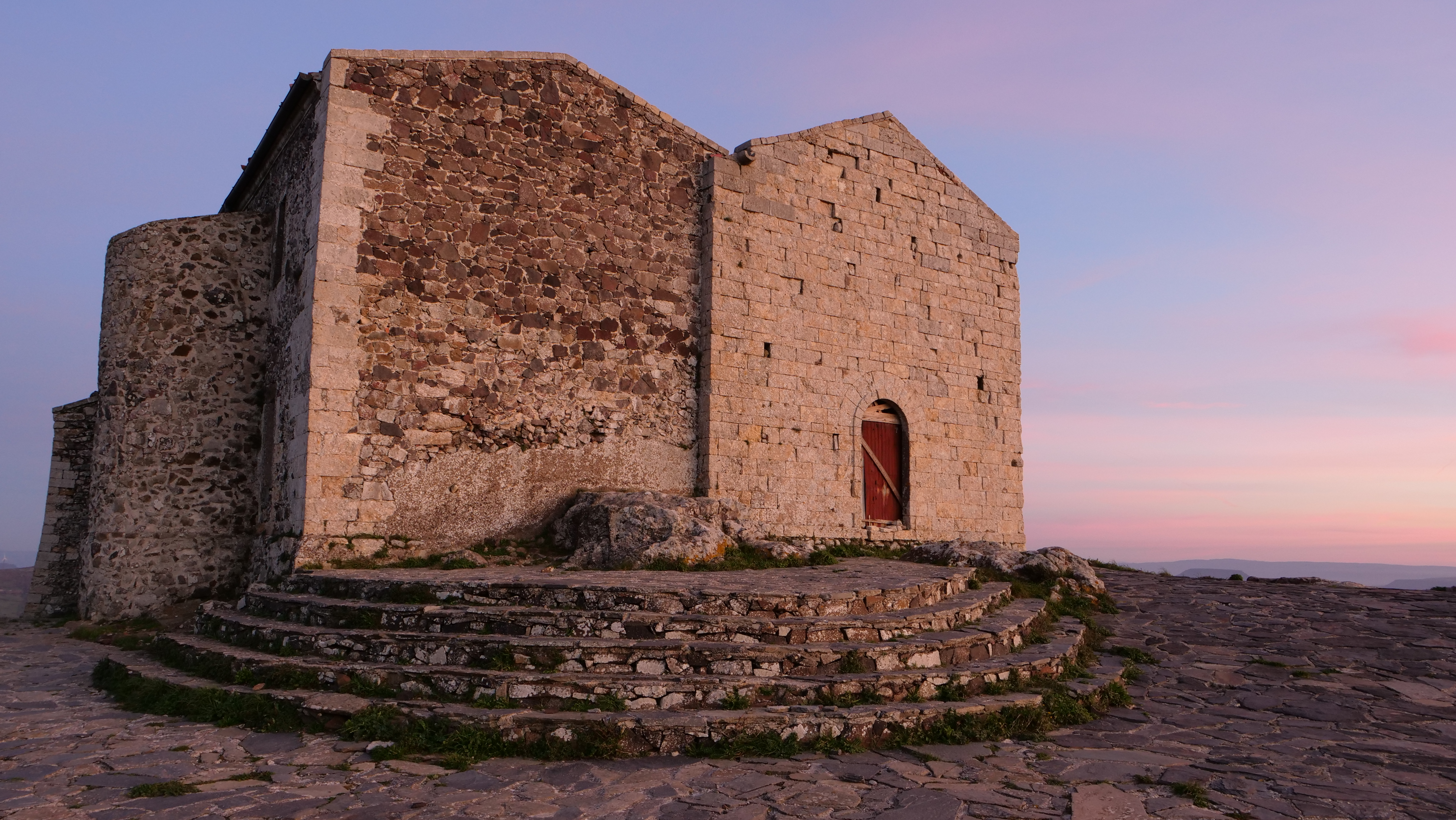
Chiesa di Nostra Signora di Bonaria (2023)

Die Kirche Chiesa di Nostra Signora di Bonaria (deutsch „Unserer Lieben Frau von Bonaria“) liegt etwa drei Kilometer südöstlich von Osilo auf dem Gipfel des 766 Meter hohen Monte Tuffudesu in der Metropolitanstadt Sassari auf Sardinien.

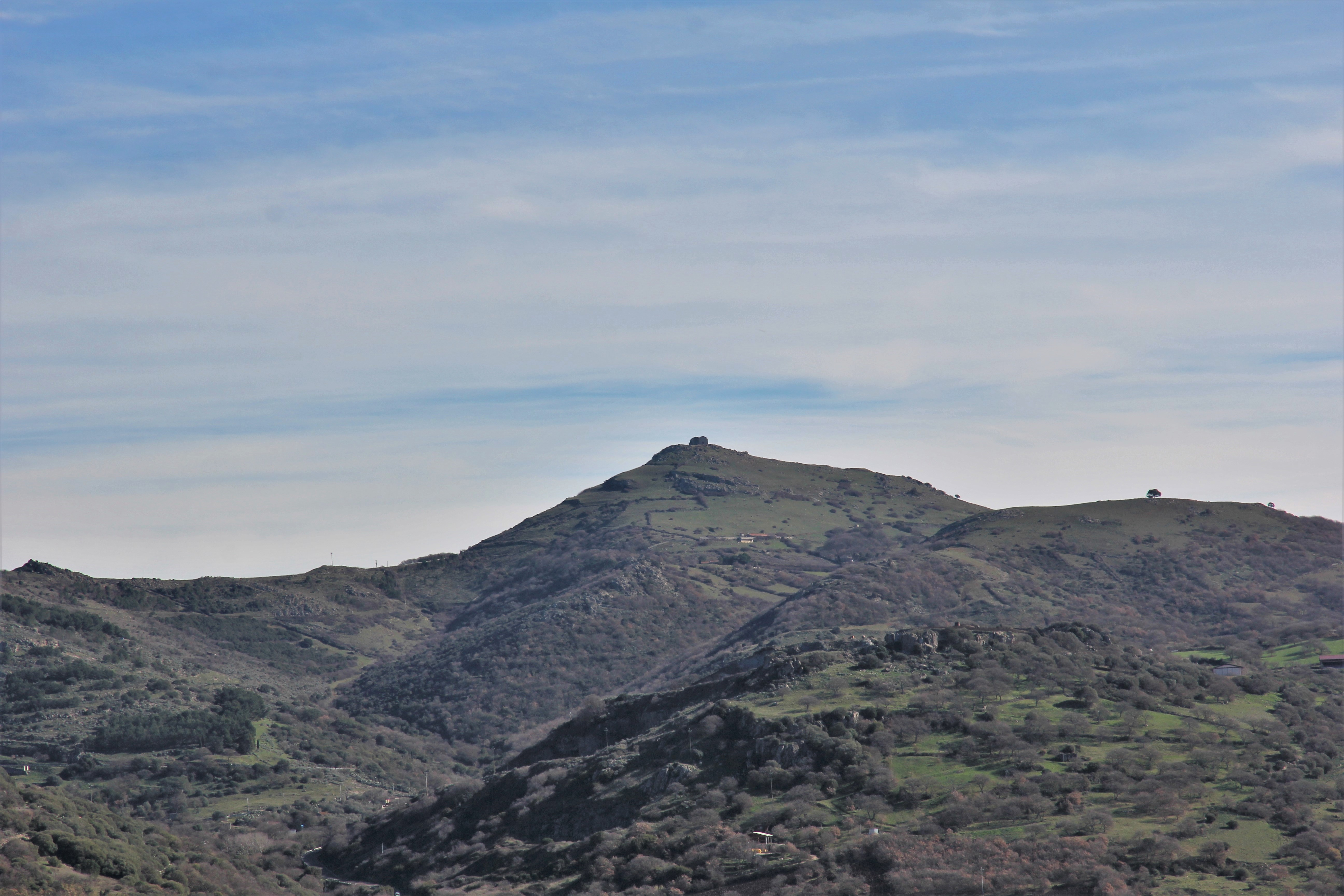
Die Kirche auf dem Monte Tuffudesu

Der Grundstein zum ursprünglichen Bau wurde im Jahr 1450 zum Dank für das Ende der Pest gelegt. Das heutige Gebäude stammt aus dem 17. Jahrhundert und ist eine monotone Hallenkirche mit einer Apsis. Sie gehört zu den mittelalterlichen Kirchen, deren Architektur sehr solide und rudimentär ist.
Der Innenraum ist ein einziges Kirchenschiff. Viele Fresken an den Wänden sind wegen der Wetterbedingungen und der Geschichte der Kirche nicht deutlich sichtbar. Eine Besonderheit, die an anderen Orten schwer zu finden ist, sind die Steinsitze im Chor, die vom Beginn des Baues der Kirche stammen.
Die etwa namensgleiche Basilika Unserer Lieben Frau von Bonaria steht in Cagliari.
Dank der Lage setzte der Kartograf Alberto La Marmora einen seiner trigonometrischen Punkte auf das Kirchendach.